# 카롤루스 3세 크라수스
카롤루스 3세 크라수스(라틴어: Carolus III Crasus, 프랑스어: Charles III le Gros, 독일어: Karl der Dicke, 839년 6월 13일 – 888년 1월 13일)는 카롤루스 왕조의 군주 중 하나다. "크라수스"란 "비만하다"라는 뜻이다. "카롤루스 비만왕"이라고도 한다.
동프랑크인의 왕, 이탈리아왕이었고 881년에는 교황 요한 3세에게 축성을 받고 신성 로마 제국 황제가 되었다. 864년 슈바벤 공작, 라이티아 백작, 865년 알레만니아 분국의 분봉왕을 거쳐 876년 아버지 독일인 루트비히가 사망하자 알레만니아의 왕이 되었다. 879년 병석에 누운 형 카를만에게서 이탈리아의 통치권을 위임받고, 880년 이탈리아를 상속받았다. 882년부터는 소루트비히의 죽음으로 바이에른, 프랑켄, 작센을 차지했고, 884년에는 서프랑크의 왕이 되어 카를 대제 이후 프랑크 왕국을 일시적으로 재통일했다. 카롤링거 왕조의 일원으로 독일왕 루트비히의 세 아들 중 막내였다. 그의 퇴위와 죽음을 기점으로 카롤링거 왕조 체제는 붕괴되었다.
880년 맏형 카를로만 3세에게서 이탈리아와 바이에른을 물려받았고, 882년 형 루트비히 청년에게서는 작센과 슈바벤을 물려받아 동프랑크 왕국을 재통일하였다. 그 뒤 884년 서프랑크 왕 샤를로망 2세가 요절하였으나 성인이 된 후계자가 없어 카를이 서프랑크 국왕까지 겸하게 되었다. 이로써 베르덩 조약, 메르센 조약, 리베몽 조약으로 분열된 프랑크 왕국을 다시 통일하게 되었다. 그러나 재위 기간 중 886년부터 887년 노르만의 침입으로 고통을 받았다.
간질과 뇌졸중 등의 질병으로 제대로 정무를 주관할 수 없었다. 서자 베른하르트를 자신의 후계자로 삼고 싶어했던 카를은 887년 그는 자신의 황후 슈바벤의 리첼다가 간통했다는 누명을 씌워 폐출시키려 했지만, 그의 정치고문 베르첼리의 주교 리우트바드의 거부로 실패하고 말았다.
샤를마뉴의 사후 일시적으로 프랑크 왕국을 통합하여 유럽 전지역을 재통일하였으나 마자르족과 슬라브족의 침략을 막지 못하고, 두 차례의 바이킹의 약탈을 막아내지 못했다. 886년에는 파리를 점령한 바이킹을 뇌물로 매수, 굴욕적인 조약을 체결했다가 발각, 조카 아르눌프의 쿠데타로 폐위되었으며 빈곤과 병마로 비참하게 사망했다. 이후 제후들의 반란으로 왕조는 해체되었다. 서프랑크의 통치자로도 재위했지만 보통 그는 서프랑크의 왕으로 간주되지는 않아 서프랑크의 왕계표에는 두 명의 샤를 3세가 등장하기도 한다. 어려서부터 간질을 앓았으며 비만이었다 한다.

## 생애

### 생애 초반

#### 출생과 젊은 시절
839년 6월 13일 카를 3세는 동프랑크의 국왕 독일인 루트비히와 바이에른과 아르톨프의 공작 구엘프의 딸인 바이에른의 엠므의 셋째 아들로 바이에른에서 태어났다. 라틴어로는 카롤루스였고, 독일어로는 카를, 프랑스어로는 샤를로 불리게 된다. 샤를마뉴의 증손자이자 경건왕 루트비히 1세의 손자이다. 어머니 바이에른의 엠므는 경건왕 루트비히 1세의 계비 바이에른의 유디트의 친여동생이기도 하다.
카를은 유아기 때 죽을 고비를 넘겼다고 한다. 카를이 태어난 직후 그는 부모의 손에 이끌려 교회에 세례를 받으러 갔을 때, 갑자기 거품을 물고 실신했다. 그는 제단으로 끌려가 치료를 받았다. 이로써 한때 그의 영혼에 악마가 깃들었다는 루머가 나돌기도 했다. 오히려 그는 자신이 하느님의 독실한 신자임을 입증하기 위해 성가대에 들었고, 끊임없이 기도와 성가를 연급했다 한다. 또한 성서와 교회의 계명대로 삶을 살았다. 나중에 프랑크족 역사가들은 그를 가리켜 '하느님과 교회에 순종적이고, 기도와 찬양을 쉬지 않았으며, 관대한 기부를 했다'는 기록을 남긴다. 그리하여 그의 별칭은 크리스챤 프린스(Christian prince)라는 별명을 얻기도 했다.
비만이었던 그는 나중에 뚱보왕(Charles the Fat), 큰 사람(Kral le Grose)이라는 별명이 붙었다. 큰 덩치와는 다르게 카를은 유년 시절부터 몸이 상당히 병약했으며, 간질을 앓았다. 그는 나중에 서프랑크도 다스렸는데 그리하여 서프랑크에는 두 명의 샤를 3세가 존재하게 되었다.
859년 바이에른 왕국의 분국왕인 아버지 독일인 루트비히는 알레만니아의 일부와 로트링겐의 남부를 합쳐 브라이스가우(Breisgau)라는 지역을 신설하고 카를을[브라이스가우의 백작으로 임명했다. 863년 맏형 카를만이 아버지 독일인 루트비히에게 반란을 기도하다가 실패하자, 카를은 관망하다가 864년 둘째 형 소 루트비히와 함께 모의하여 반란을 일으켰다가 적발되기도 했다. 이때 형 카를만은 그에게 바이에른의 공동 국왕직을 제의하기도 했다. 862년 카를은 알라홀핑 가문 출신이며 팔라틴 백작 에르찬가르(Erchanger)의 딸 슈바벤의 리첼다와 결혼했다. 그러나 슈바벤의 리첼다에게서는 자녀가 없었고, 카를은 사생아 몇명 만을 두게 되었다. 서자 알레만의 카를만은 876년 어려서 사망했고, 다른 서자 베른하르트를 자신의 후계자이자 황태자로 삼으려 노력했지만 결국 실패하고 만다.

#### 슈바벤과 알레만니아의 영주

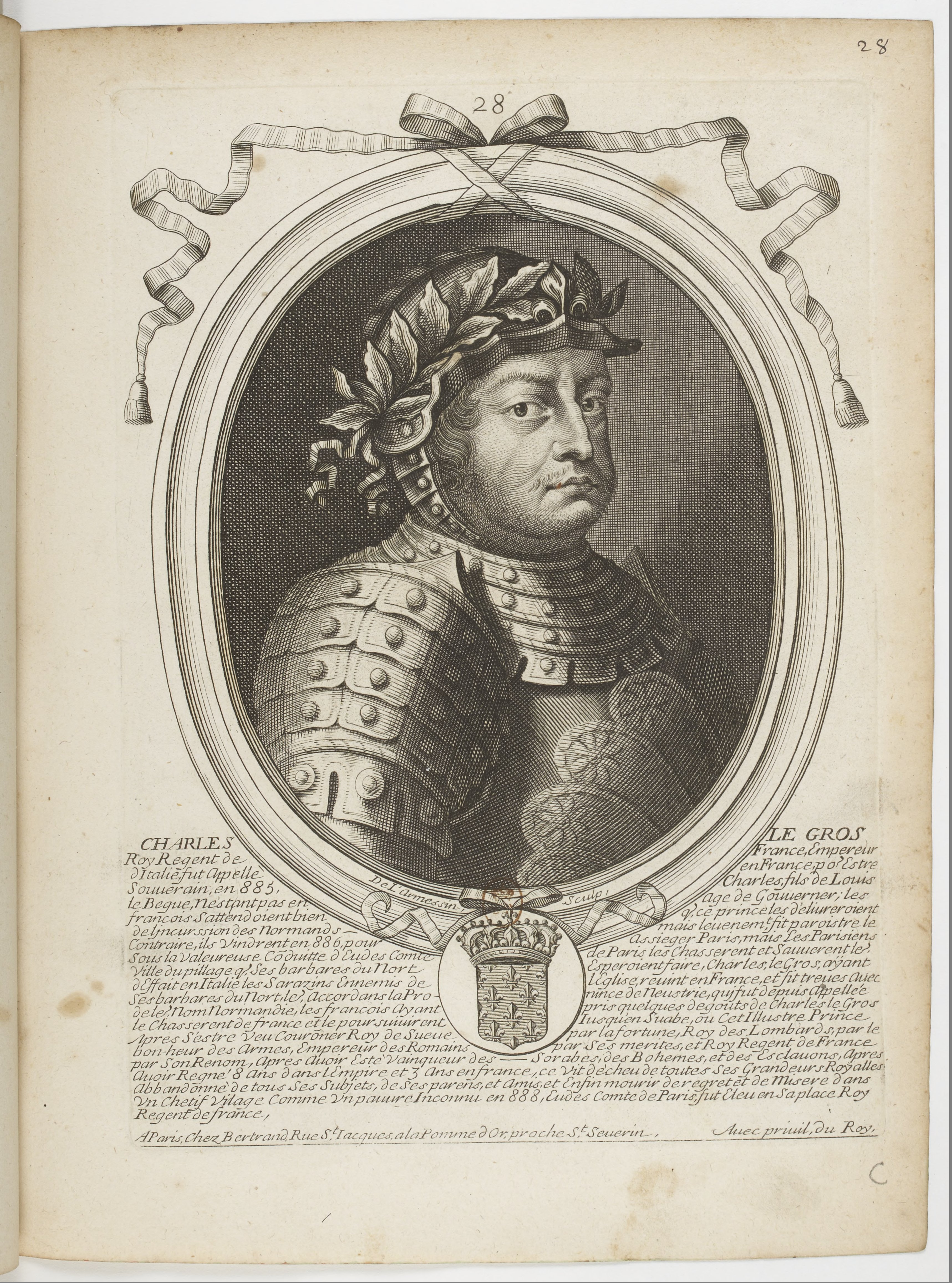
카를 3세

864년 카를은 슈바벤 공작과 라이티아 백작에 임명되었다가 865년 알레만니아의 분봉왕으로 봉해졌다. 아버지 독일인 루트비히는 세 아들에게 각각 자신이 차지할 땅을 지목하도록 강요했는데, 카를만은 바이에른을, 청년 루트비히는 작센과 프랑켄, 튀링겐을, 뚱보 카를은 알레만니아와 슈바벤, 라이티아(Raetia, 독일 바이에른주의 남부와 오스트리아 포어아를베르크주 전역, 오스트리아와 이탈리아에 거쳐 있는 티롤 지방의 전역 및 이탈리아 롬바르디아주의 북동부)를 지목했다. 그리고 프랑크푸르트 지역은 삼형제가 공유하기로 했다. 875년 중프랑크의 황제 이탈리아인 루트비히 2세가 죽으면서 사촌 동생이자 처남인 카를만을 후계자로 지명하고 죽었다. 카를은 곧 아버지 독일인 루트비히의 지시로 이탈리아로 파견되어, 이탈리아 프리울리 후작 베렝가르와 연대하여 카를만 추대 운동을 추진했으나 서프랑크의 왕 대머리 카를 2세가 재빨리 알프스산맥을 넘어와 이탈리아 왕관과 황제관을 가져가는 바람에 실패했다.
그는 샤를마뉴의 제국을 복구하기 위해서 형 카를만의 이탈리아 군주직 획득을 지원하였다. 대머리 카를이 황제관을 차지하자 뚱보 카를은 이탈리아에 머무르며 로마 교황에게 서프랑크의 대머리 카를을 적임자가 아니라며 폐위시킬 것을 요구하였으나, 번번히 거절당했다.
한편 뚱보 카를은 자신의 영지인 슈바벤과 알레만니아의 군대를 일부 이탈리아로 들여와 교황 요한 8세에게 봉헌, 사라센의 침략에 대비해 교황의 직속 해군을 창설하게 했다.
876년 8월 28일 아버지 독일인 루트비히가 카를 2세를 치기 위해 준비하다가 갑자기 죽자, 슈바벤을 상속받아 슈바벤의 왕이 되었다. 이때 알자스 지역도 추가로 상속하였다. 877년 대머리 카를 2세가 사망하자 그의 형 바이에른 왕국의 왕 카를만이 [이탈리아 왕관을 차지하였다. 뚱보 카를은 형 루트비히 3세, 카를로만에게 로트링겐 공격을 제의하였고, 878년 뚱보 카를과 소 루트비히, 카를만은 로타링기아를 쳐서 병합하였다. 이때 카를과 카를로만은 자신이 점령한 일부 지역을 모두 형 소 루트비히 3세에게 넘겨주었다. 879년 11월부터는 뇌졸중, 쥐나는 병, 마비 증후군으로 병석에 누운 맏형 카를만을 대신하여 이탈리아를 다스리기도 했다. 또한 카를만에게서 바이에른의 통치권을 위임받기도 했다. 바이에른은 그의 형이자 카를만의 동생인 청년 루트비히에게 넘어갔지만 뒷날 882년 1월 20일 청년 루트비히의 아들들이 일찍 죽고, 후계자 없이 사망하면서 다시 카를에게 돌아오게 된다.

#### 이탈리아의 통치자

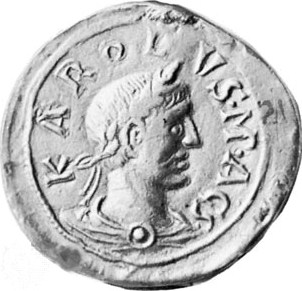
카를 3세 시대의 프랑크 왕국 데나리온 동전

879년 한때 뚱보 카를은 그의 형 소 루트비히 3세와 메츠와 트리어, 로트링겐을 차지하는 것을 놓고 서로 다투기도 했다. 880년 초 뇌졸중으로 쓰러진 맏형 카를만에게 적장자가 없었으므로 형 카를만에게서 이탈리아를 물려받았고, 동시에 신성 로마 제국 황제의 권리를 상속받았다. 그러나 이미 성인이었던 카를만의 서자 케른텐 공작 아르눌프는 이에 반발하기도 했다. 한편 이탈리아를 물려받은 뚱보 카를은 886년까지 재위 기간 내 대부분을 이탈리아를 왕래하며, 이탈리아에서도 일정 기간 체류하였다. 880년에는 서프랑크의 루이 3세, 샤를로망 형제와 자신의 친형 루트비히 3세 등과 함께 로트링겐에서 리베몽 조약을 체결하였다. 이 조약으로 그때까지 루트비히 3세가 차지한 로트링겐의 영토는 모두 루트비히 3세의 것으로 인정한다는 내용이었다. 로타르 2세의 서자였던 알자스 공작 위그는 877년, 878년 자신의 상속권을 주장했지만 묵살당했고, 880년 리베몽 조약 체결에 반대하며 자신의 상속권을 요구했다. 리베몽 조약에서 뚱보 카를과 서프랑크의 루이 3세, 샤를로망 형제와 동프랑크의 루트비히 3세는 보소 축출 및 위그 추방을 결의하였다. 이 회의의 공증인의 동생 테이바우트(Thiébaut)를 보내 위그를 토벌할 군대를 결성하였다.
880년 여름 그는 이탈리아 라벤나에서 열린 이탈리아 귀족 회의에서 정식으로 이탈리아의 국왕으로 선출되었다.
880년 카를은 서프랑크의 서프랑크의 루이 2세와 샤를로망 형제와 함께 리베몽에서 로트링겐의 영토 분할 조약(리베몽 조약)을 체결하는 데 참석하였다. 그해 8월과 9월에는 서프랑크의 서프랑크의 루이 2세와 샤를로망 형제와 함께 군사를 이끌고 비엔나를 침공, 스스로 프로방스의 왕을 자처하는 보소를 공격했으나 제거하지 못한다. 카를은 보소의 친척인 오툉의 리사르를 시켜 882년 9월 보소의 영역을 공략하고, 그를 비엔나로 추방하는데 성공한다. 이때부터 보소의 영향력은 비엔나와 주변으로 국한되었다. 하지만 887년 1월 보소가 사망하자 보소의 처이자 카를의 사촌누이이기도 한 이르밍가르트의 보호 요청으로, 뚱보 카를은 보소의 아들 맹인 루트비히를 자신의 양자로 받아들이고 후견인을 자처하기도 했다. 그의 영향력은 단기간이지만 이탈리아와 서프랑크에까지 미쳤다.
880년 8월 뚱보 카를은 서프랑크의 루이 3세, 샤를로망과 함께 보소 토벌을 목적으로 프로방스를 공격했다. 프로방스와 마콘(Macon)을 점령한 카를과 루이 3세, 샤를로망의 연합군은 보소를 비엔나로 추방했고, 같은 달 비엔나까지 점령했다. 카를은 비엔나 성의 왼쪽에서 공격을 맡았지만, 그러나 곧 연합군에서 이탈하여 되돌아갔는데, 881년 2월 12일 황제관을 받기 위해 이탈리아로 가기 위해서였다.

### 치세기간 중

#### 이탈리아 원정과 서로마 황제 즉위

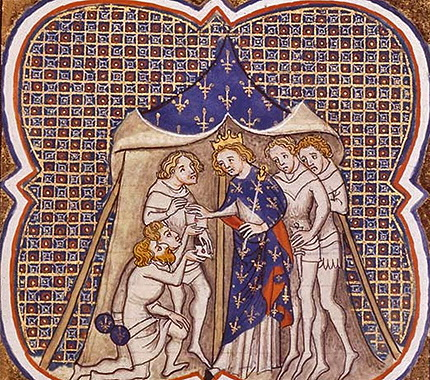
카를 3세의 제관 수여식

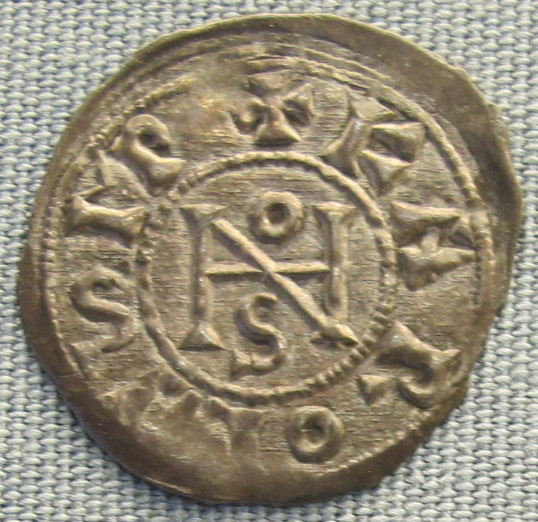
카를 3세 초반의 데나리온 동전 (881-882년)

뚱보 카를은 교황과 늘 우호적인 관계를 유지했으며, 881년 7월 18일 교황 요한 8세는 바티칸을 위협하는 스폴레토 공작 귀도 3세에게 반발하여 그에게 도움을 요청한다. 동시에 황제관을 약속한다. 정치적 야심이 고려되지 않고, 뚱보 카를이 독실한 가톨릭 신앙인인 점을 주목한 교황은 그가 황제관을 받을 적임자로 보고 그를 불러서 로마 황제 제관을 수여한다. 882년 2월 12일 그는 로마 황제로 선언되었다. 그러나 그는 10개월 만에 로마로 가서 제관을 받는다. 그해 카를은 요한네스 8세의 초청으로 군사를 이끌고 알프스산맥을 넘어 이탈리아로 갔으며, 881년 12월 교황에게 로마에 도착, 요한네스 8세의 축성세례를 받고 신성 로마 제국 황제의 관을 수여받고 바로 회군, 베르덩으로 돌아왔다. 그는 비만인데다가 평소 몸이 약해, 자주 병을 앓아 정사를 돌보는데 무기력했다 한다.
이에 앞서 11월에 이탈리아에 사자를 보내 귀도 3세에게 불법으로 교황을 위협하지 말도록 크게 엄포를 놓기도 했다. 881년 봄과 겨울 제국의 북동부 네덜란드에 바이킹이 침략, 카를은 이들을 국경 밖으로 쫓아내는 데 성공한다.

#### 통일 전쟁과 이민족과의 전쟁

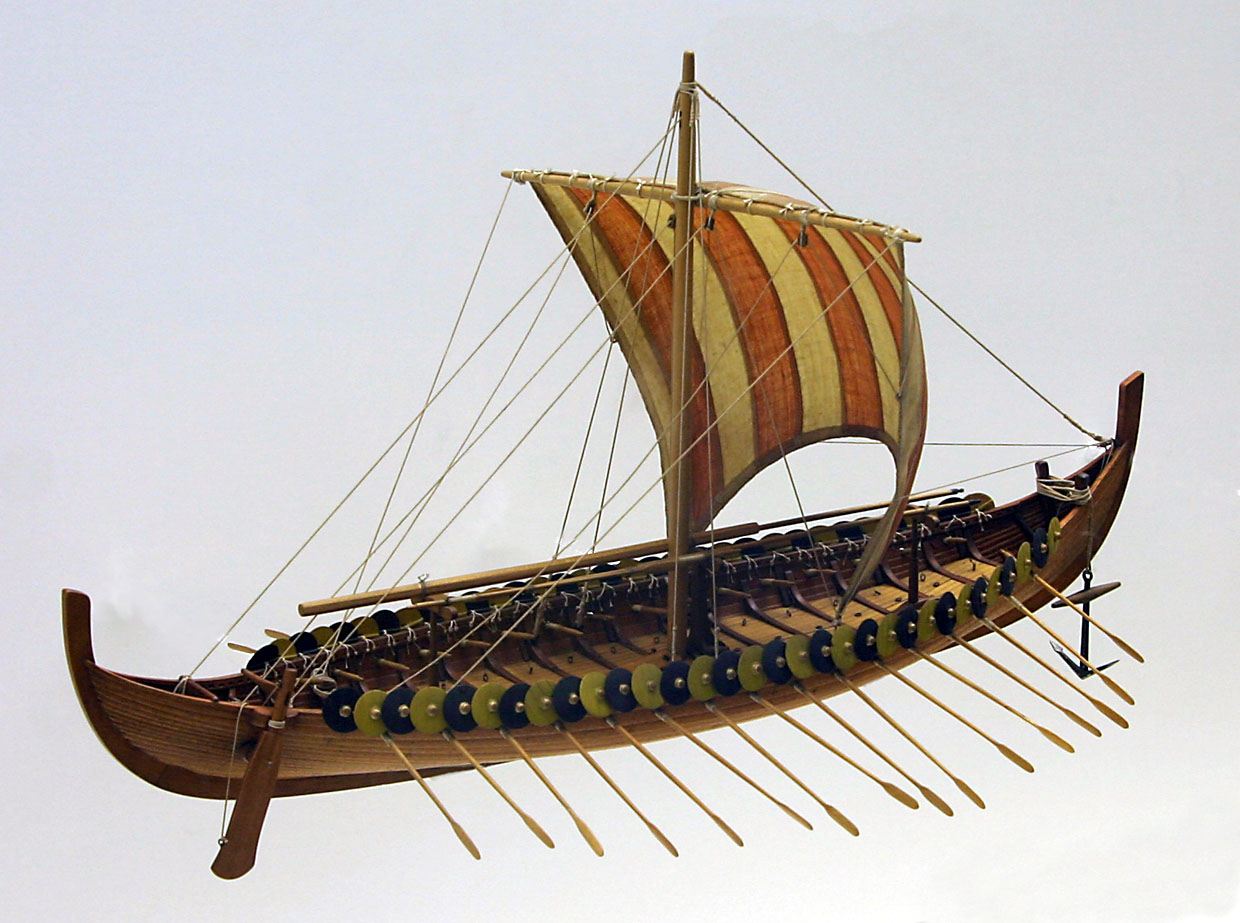
바이킹이 사용하던 배

한편 교황은 귀도 3세에게 수시로 시달림을 당했고 그에게 원병을 요청했지만 그는 군대를 보내지 못했고, 사자만 몇 번을 보냈다. 880년 7월 18일 교황 요한 8세는 스폴레토의 귀도 2세에게 평화 협정을 요청했다. 그러나 귀도 2세는 묵살하고 교황령을 침략했고, 교황은 그에게 계속 도움을 요청했다. 교황의 지원 요청은 880년 11월까지 계속되었다. 881년 2월 12일 황제로 선언되자, 그해 여름부터 카를은 샤를마뉴의 아헨 황궁을 본따 알자스 셀레스타트(Sélestat)에 새로운 황궁을 건설하였다. 882년 이후 거의 이탈리아 문제에 손을 대지 못했다. 카를은 친척인 프리울리 후작 베렝가리오 1세를 시켜 귀도 3세를 치게 했지만, 전염병과 한파로 정벌은 실패하고 만다.
881년 여름 바이킹이 네덜란드에 침략해 오자 간신히 바이킹을 물리쳐 패퇴시켰다. 882년 2월 뚱보 카를은 라벤나에서 의회를 소집, 스폴레토의 귀도 2세와 그의 삼촌 카메리노의 귀도 백작을 소환했다. 여기에서 카를은 스폴레토의 귀도 2세 및 카메리노의 귀도에게 교황에게서 빼앗은 땅을 반환하겠다고 선언하였다. 그러나 그해 3월의 편지에서 교황 요한 8세는 서약대로 되지 않았음을 호소했다. 882년 1월 20일 형 소 루트비히가 사망할 때 아들인 루트비히는 그보다 앞서 사망했으므로 그는 작센과 바이에른을 수중에 넣어 동프랑크를 통일하였다. 프로방스를 다스리던 보소가 881년 스스로 자립하고 왕을 자처하자 루이 3세, 샤를로망의 지원 요청을 받아들여, 이들 형제와 손잡고 프로방스와 부르고뉴를 침략하여 보소를 공격하였다. 883년 5월 말 카를은 노난툴리아에서 의회를 개최, 사라센과 동맹을 맺은 스폴레토 공작을 반역 혐의로 기소했다. 카를은 귀도의 작위를 박탈하기 위해 프리울리 후작 베렝가리오 1세에게 군사를 보내 귀도를 치게 했다. 베렝가리오 1세는 스폴레토를 공격하며 스폴레토 공작에게 은퇴를 종용하였다.
882년 카를은 라인란트를 습격한 바이킹을 아셀트에서 몰아냈다. 그러나 이후로도 바이킹은 계속 그의 제국에 출몰하였다. 882년 이탈리아를 다녀오던 중 카를은 보름스로 침략한 바이킹의 처리를 목적으로 보름스 의회를 개최하였다. 카를은 케른텐 공작 아르눌프와 작센 공작 하인리히를 동프랑크 왕국 전체 군대의 최고사령관으로 임명하여 바이킹과 교전시켰다. 아르눌프와 하인리히의 군대는 아셀트(Asselt)에서 바이킹을 포위하였다. 얼마 뒤, 카를은 바이킹 족장과 협상을 하여 바이킹 족장 고드프리와 시그프리드에게 가톨릭으로 개종시켰다. 고드프리는 가톨릭 세례를 받고 개종한 뒤 카를의 봉신이 되었으며, 뫼즈강변의 에슬루의 영주로 봉하였다. 고드프리는 곧 카를 3세의 사촌형제인 로타링기아의 왕 로타르 2세의 딸 기셀라와 결혼하였다. 시그프리드에게도 영지를 주어 되돌려보냈다.
882년 카를은 부르군트의 리샤르를 보내, 프로방스를 차지하고 자립한 보소를 공격하게 한다. 883년 귀도를 피해서 정치망명을 한 이탈리아군 사령관 베니스 공작 조반니 2세 드 파르키티파치오에게는 벌금 100 데나리우스를 물린 뒤 이탈리아로 추방해버렸다.
882년 서프랑크의 루이 3세와 884년 11월 12일 샤를로망이 죽자 그들의 이복동생이자, 카를 자신의 미성년인 5촌 조카 샤를 3세를 대신하여 서프랑크의 왕위까지 차지했다. 아베(Abbé)의 위그는 말더듬이 왕 말더듬이왕 루이의 유복자 아들인 어린 단순왕 샤를 3세 생쁠이 왕위를 계승하는 것은 현실성이 없다고 보고, 카를을 초청할 것을 제의하였다. 아베의 위그의 주장은 바로 만장일치로 통과되었다. 884년 12월 12일 서프랑크 왕국의 귀족들은 뚱보 카를을 왕으로 받들고 그를 초청했다. 카를은 자신의 휘하에 두겠다며 수락하였다. 885년 5월 20일 랑그르의 주교 게일은 로트링겐에서 카를을 렉스 갈리아노룸(갈리아의 왕)이라 선언하였다. 초반에는 교황으로부터 승인을 받은 덕망 높은 군주로 알려졌지만 점차 그가 무능한데다가 질병을 앓고 있다는 사실이 알려지면서 동프랑크에서부터 반란이 일어나게 된다. 케른텐의 아르눌프는 이를 호기로 이용하여 정변을 기도한다.

#### 제국 재통일과 내분

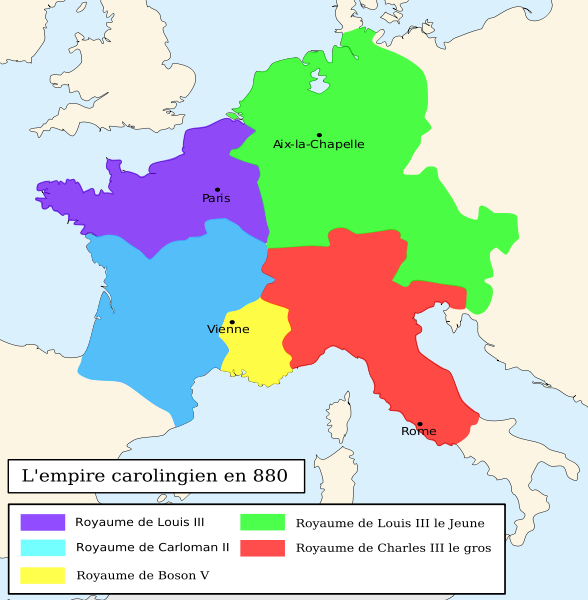
프랑크 왕국의 지도

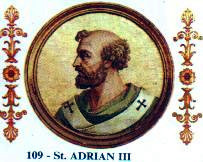
교황 하드리아노 3세

885년까지 카를이 점령한 영토

882년부터 884년 동부 공국에서 반군이 발생했다. 2년간의 반군과의 대치는 빌헬마이너 전쟁이라 한다. 빌헬마이너 전쟁 당시 반군을 이끈 인물은 판노니아의 후작 엔켈샬크 2세와 카를의 조카인 케른텐의 아르눌프였다. 한편 이 전쟁에서 카를을 도운 대모라바 왕국의 부족 출신 공작 스바토풀크 1세는 884년 카움스부르크에서 카를에게 충성을 맹약하였다. 전쟁 이후 아르눌프는 카를의 정적으로 돌변하였다. 빌헬마이너 전쟁에서 조카와 부하들 일부가 적이 되었지만, 카를은 대모라바 왕국이라는 강력한 동맹자를 아군으로 얻었다. 884년에는 샤를로망 3세의 유복자과, 당시 5세밖에 안된 샤를 르 생플 등을 대신해 서프랑크의 왕을 겸하여 카를 대제의 땅을 다시 수복하였다. 그러나 이내 카를은 간질과 뇌졸중으로 무기력하게 된다.
885년 랑그르 주교 게일로(Geilo)에 의해 서프랑크 왕국의 왕관을 수여받았다. 그러나 카를은 서프랑크와는 너무 멀리 있었고, 건강이 좋지 않아 서프랑크 문제에 쉽게 개입할 수 없었다.
885년 초, 시그프리드가 이끄는 바이킹의 거대한 함대가 센강을 거슬러서 파리 시내를 포위하였다. 시그프리드는 그에게 돈을 요구하지만 카를은 거부하였다. 뚱보 카를은 당시 이탈리아에 있었고, 파리 백작 외드는 자신의 몇몇 수하들과 함께 바이킹에 맞섰다. 카를은 몰래 파리에 작센 공작 하인리히를 보냈다. 885년 6월 그는 프로방스의 백작 보소가 자립, 자신의 왕국을 세운 프로방스와 부르군트를 제외한 나머지 샤를마뉴 시대의 프랑크 왕국의 영토를 모두 획득했다. 이로써 샤를마뉴 이후 다시 프랑크 왕국을 통일하였다. 그러나 노르망디와 폴란드, 프로이센 일대에 나타난 바이킹이나 오스트리아와 바이에른 일대를 약탈하던 슬라브족과 마자르족을 돈으로 매수하여 되돌려보냈다. 재위기간 중 마자르족과 슬라브족이 프랑크 왕국을 침략했을 때 돈으로 매수해서 되돌려 보낸 사실이 발각되면서, 제후들과 귀족들의 반란에 직면하여 위기에 처하기도 했다. 885년 7월 9일 교황 하드리아노 3세가 사망하고 9월 궐위인 교황에 교황 스테파노 5세가 선출되었다. 교황 스테파노 5세는 비만왕 카를 3세의 승인 없이 주교로 서임되고 교황으로 선출되었다. 그러나 카를 3세 황제는 그의 선출에 찬동하는 입장이었기 때문에 별다른 문제는 발생하지 않았다. 하지만 교황 스테파노 5세가 이슬람교도의 지휘관 아우킬리아(Aucilia)로부터 보호 요청을 하자 카를 3세는 스테파노의 보호 요청을 거부했다. 이때 스폴레토의 공작 구이도는 무슬림 이교도의 손에서 이탈리아의 가장 강력한 지도자를 보호하겠다고 약속했다.
885년 초 덴마크의 바이킹 수령 지그프리드(Sigfred)와 시르니크(Sinric)는 배로 항해하여, 서프랑크 왕국의 북동부 지역 해안가를 습격, 약탈했다. 지그프리드는 비만왕 카를에게 뇌물을 요청했지만, 뚱보 카를은 이들의 요구를 거절했다. 지그프리드는 즉시 700척의 배를 준비, 3~4만 명 정도의 바이킹을 이끌고 센강]] 강변으로 가서 약탈을 자행했다.
885년에 바이킹이 파리 외곽을 점령하고 공물을 요구했다. 885년 10월부터 886년 2월까지 노르만족은 다시 네우스트리아를 공격한 뒤 파리 시내를 약탈하였다. 886년 파리 시내에 질병이 창궐하였다. 외드는 지원을 요청하러 이탈리아에 체류 중이던 카를을 찾아왔다. 카를은 몽마르트르에 진영을 설치하고 군사를 배치하였다. 그러나 카를은 노르만족의 롤로와 싸울 마음은 없었다. 885년 11월부터 886년에 걸친 파리 공성전 (885–886년)에서 외드는 바이킹을 몰아내고 서프랑크 귀족들의 신망을 얻게 된다. 이때 그는 부르군트에서 벌어진 분리 독립을 진압해야 했다. 카를은 외드를 보내 부르군트의 반란을 진압하게 하는 한편, 바이킹족과 협상에 들어갔다. 887년 봄까지 프랑스 지역에 머물러 있던 바이킹들은 철수하면서 700 데나리온의 돈 또는 은을 요구했다. 부르군트에 있던 반란군을 기습, 평정한 외드는 파리로 돌아왔다가 노르만인에게 은을 주겠다는 카를의 약속을 전해듣고 실망, 이를 이행하기를 주저했다. 이것이 알려지면서 카를의 명성은 심각한 타격을 받게 되었다.
그는 황후인 슈바벤의 리첼다(Richardis)에게서 아들을 얻지 못하자 885년 봄, 서자인 알레만니아의 베른하르트를 자신의 정식 계승자로 선포하려 했다. 그러나 프랑크 왕국 각지의 주교, 대주교들의 반발에 부딪쳤다. 카를은 곧 교황 하드리아노 3세를 그해 10월에 열리는 보름스의 제국 의회로 초대하였다. 885년 7월 하드리아노 3세 교황은 때맞춰 도착하기 위해 알프스산맥을 넘다가, 그해 10월 포강에서 사망했다. 이 사건으로 주교들은 그가 교황을 죽였다고 의심하게 됐고, 그는 어쩔수 없이 스스로 알레만니아의 베른하르트를 정식 후계자로 선포하였다. 885년 바이킹 족 출신으로 귀순했던 고드프리와 그의 처남인 알사스 공작 위그는 스패이크(Spijk, 현 네덜란드령)에서 바이킹의 함정에 빠졌다. 이때 고드프리는 카를의 명령을 받고 자신의 처남인 위그를 배신하여, 그를 장님으로 만든 뒤 프륌의 수도원으로 보내버렸다.
886년 초 카를은 이듬해 4월과 5월에 열리는 제국 의회에서의 교황 영접을 계획하고, 새 교황 교황 스테파노 5세를 독일 바이브링엔으로 초대했다. 카를은 스테파노 5세 교황은 처음에 수락하였으나, 그가 아들 알레만니아의 베른하르트의 승인을 요구하려는 것을 간파하고 887년 4월 30일 참석을 취소하였다. 결국 카를은 여러 번 교황청에 사람을 보내 서자 베른하르트의 승인을 요청했지만 모두 거절당하고 만다.
886년 바이킹이 파리 시내에 쳐들어왔다. 파리 백작 외드는 회의를 소집하여 카를 3세에게 도움을 청했다. 카를은 메츠 지역을 탈환하고 파리시를 구하기로 결정했다. 카를은 프랑켄 공작인 알레만니아의 하인리히를 보냈지만, 886년 8월 28일 순찰 도중 퇴각하던 바이킹군에 살해되었다. 또한 부르군트에서 반란이 일어나자, 카를은 말머리를 돌려 부르군트의 반란군을 진압하고 돌아왔다. 10월에 카를은 직접 군사를 이끌고 파리에 도착, 파리시를 점령한 바이킹 지도자를 면담했다. 시그프리드는 파리시에서 철수하는 조건으로 700 데나리온을 요구했다. 카를은 결국 해당 액의 돈을 부르고뉴산 자루에 넣어 시그프리드에게 전달했다.

### 퇴위 이후

#### 반란과 몰락

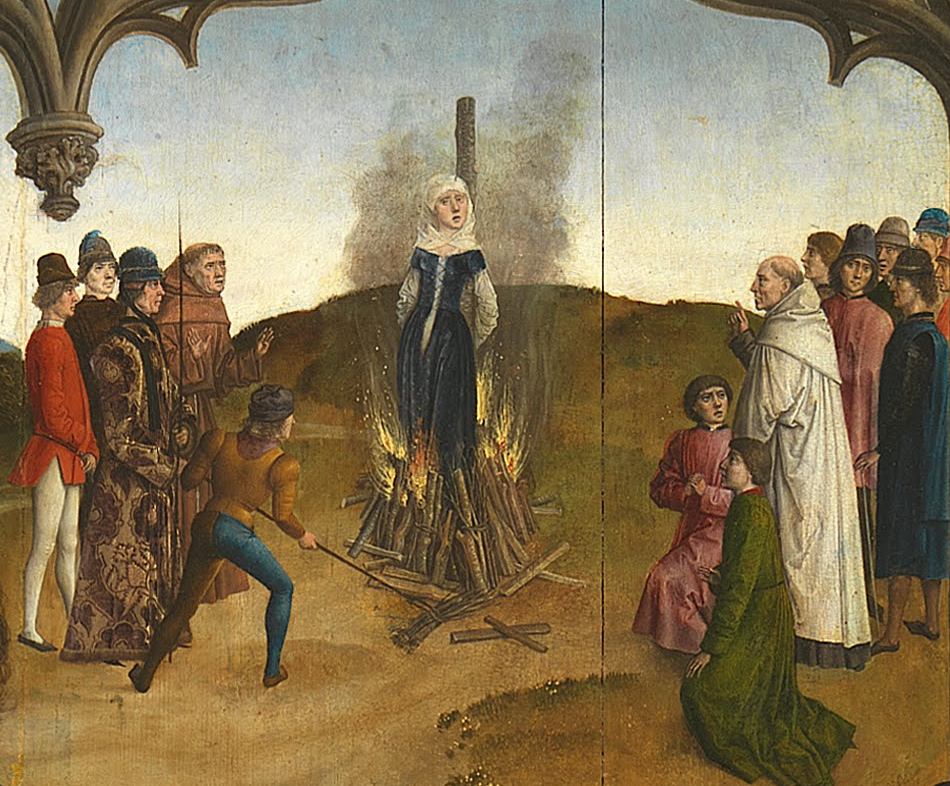
간통으로 기소되어 고문당하는 슈바벤의 리첼다 황후

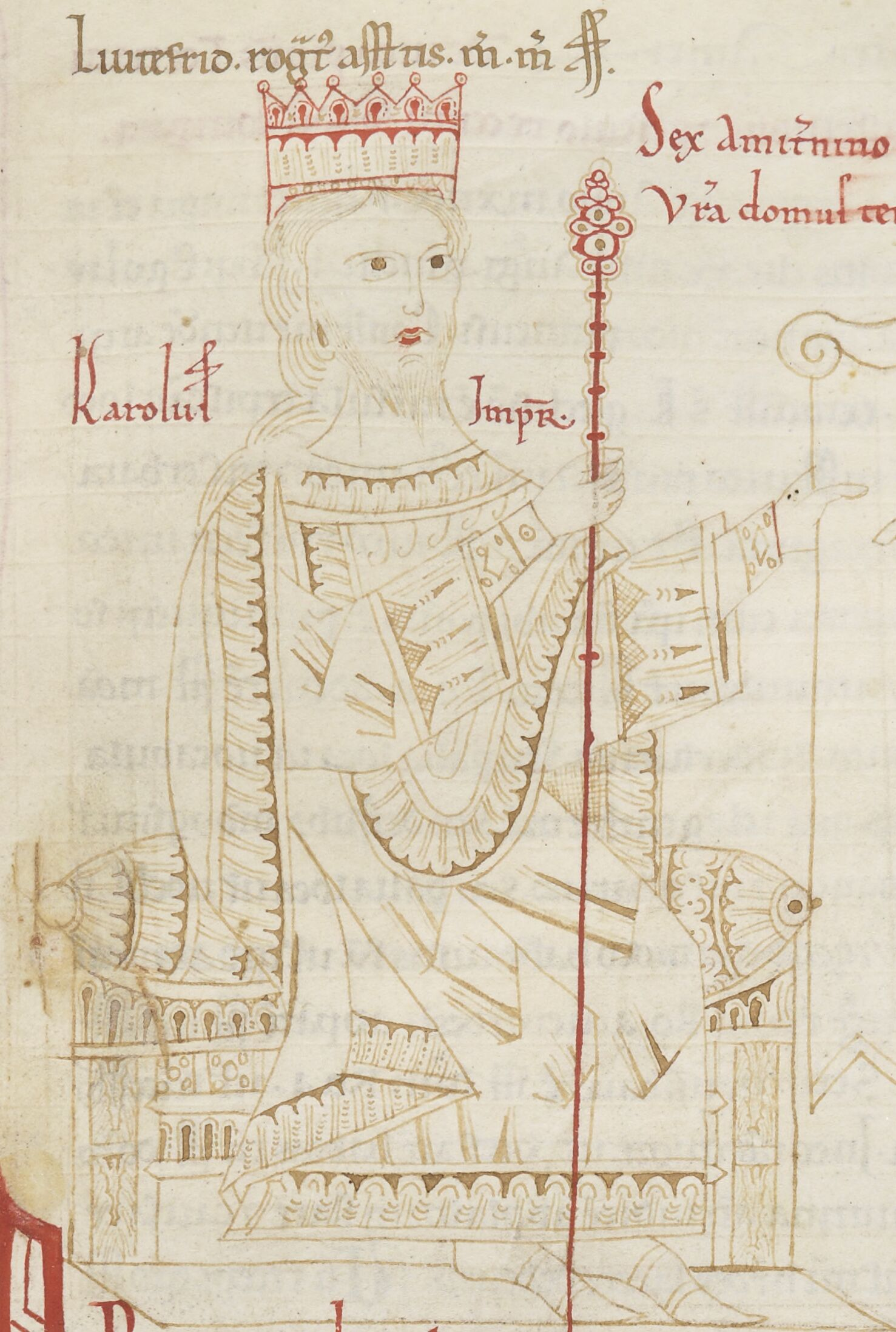
카를 3세

건강하지 못했던 그는 오랜 지병인 간질 외에도 뇌졸중과 척추질환 등의 병으로 시달리게 되자 만년에는 업무를 소홀히 했다. 제국의 동부와 남부에 쳐들어온 사라센 이슬람의 침략을 막지 못했고, 황제 자리를 요구하는 귀도 3세에 맞선 교황청의 지원 요청에도 도와주지 못했다. 887년이 되자 그는 자신의 서자 베른하르트의 후계자 임명을 포기하게 되었다. 카를은 결국 외드와 베렝가르를 각각 서프랑크와 이탈리아에서의 자신의 후계자로 지명하였다. 이 무렵부터 그의 측근들은 하나 둘 그의 곁을 떠나기 시작했다. 카를은 베르첼리의 주교 리우트바드에게 왕비 슈바벤의 리첼다가 아키텐츨러(총리대신)와 간통했다고 주장했다. 그러나 리첼다 왕비는 자신의 결백을 주장했고, 불고문을 당하면서도 자신의 결백함을 주장했다. 결국 리우트바드 주교는 왕비의 결백을 인정했다. 리첼다는 곧 안드라우의 수도원으로 떠났다. 베르첼리의 주교 리우트바드는 곧 교황 스테파노 5세에게 왕비 리첼다의 결백을 보고하였다. 카를은 자신의 요구를 거절한 리우트바드 주교를 미워하여, 그를 왕실 자문관에서 해임하고 마인츠의 대주교 리우트베르트(Liutbert)를 대신 왕실 자문관으로 임명하였다.
화형의 고통을 견뎌내고 자신의 무죄, 결백성을 입증한 슈바벤의 리첼다 황후의 이야기는 후대에 가서는 신화화되었다. 1049년 11월로 교황 레오 9세는 슈바벤의 리첼다 황후를 성인으로 시성하였다.
886년 파리에 침입한 바이킹족에 대항해 군대를 동원하기는 했지만 모두 침략자를 돈으로 매수해 돌려보냈다. 887년 1월, 프로방스와 부르고뉴에서 반란을 일으켜서 왕을 자처했던 보소 5세가 사망했다. 그는 이탈리아의 이르멘가르트의 요청으로, 자신의 손자뻘이기도 한 보소의 어린아들 맹인왕 루이를 자신의 후견하에 두고 보호하였다. 한편 카를의 무능력함과 변덕스러움에 염증을 느낀 네우스트리아의 후작 강력공 로베르는 그의 조카이자 적대자인 아르눌프의 편에 가서 붙게 된다.
그의 무능함과 동시에 야심을 품은 조카 아르눌프는 처음에는 아버지의 영토인 바이에른을 요구하다가, 그가 외적을 돈으로 매수해서 되돌려보냈다며 그에게 대항한 반란을 일으켜 전국으로 확산시켰다. 아르눌프와 제후들은 반란을 일으켰고, 서프랑크의 귀족들 또한 라울 등은 아르눌프의 봉신이 되는 조건으로 반란에 협력했다.

#### 은퇴와 최후

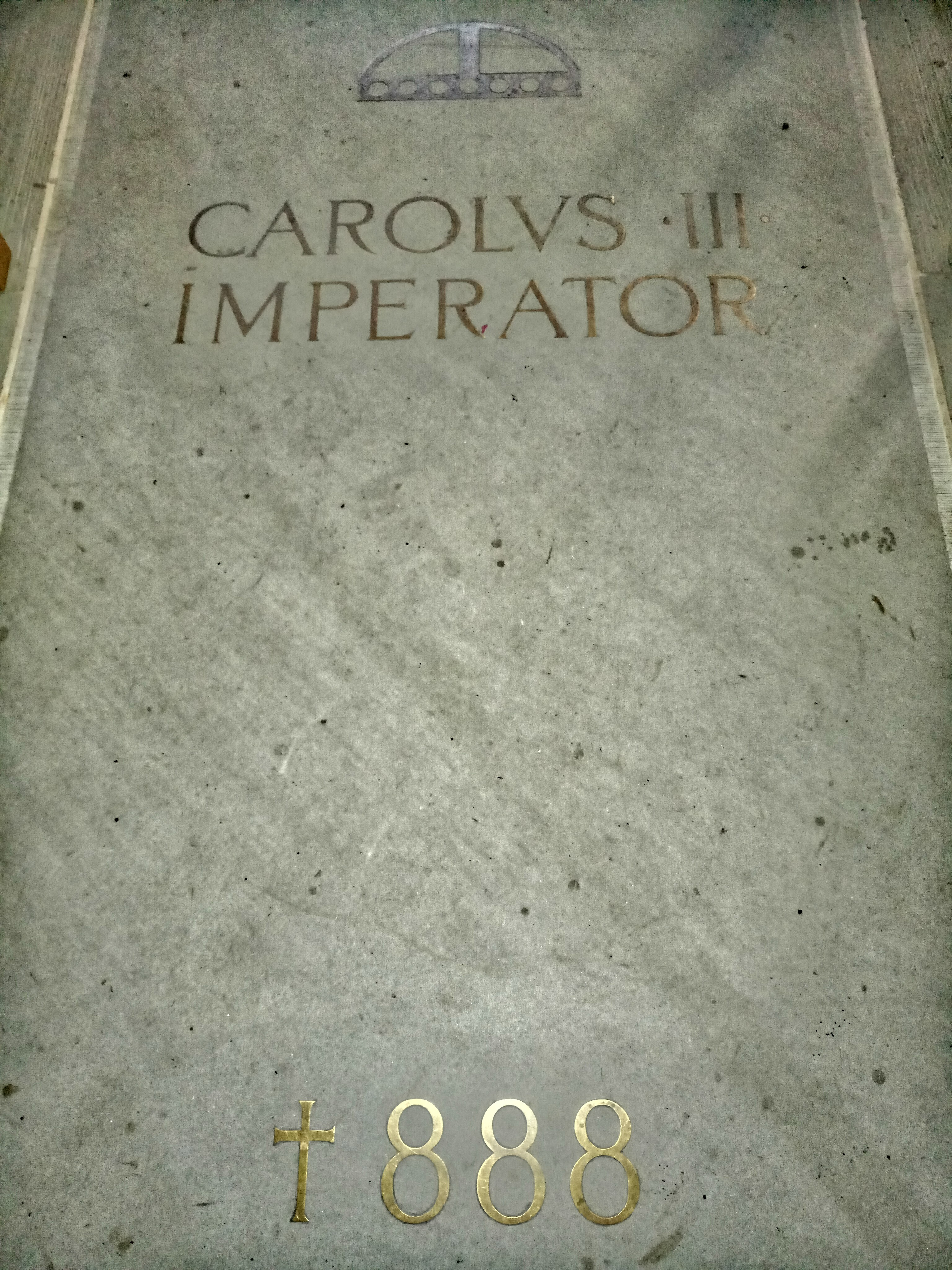
라이첸나우 섬(Reichenau)의 성 마리아와 마르코 수도원(Abteikirche St. Maria und Markus) 바닥에 안치된 카롤루스 비만왕의 묘

그는 아들 베른하르트를 후계자로 내정하려 했으나 실패했고, 지병으로 정무를 주관하기 어려웠으며, 노르만족을 돈과 은으로 매수하여 되돌려보낸 일로 귀족들의 반발에 직면했다. 887년 4월 키르첸에서 소집한 의회에서 맹인왕 루트비히를 자신의 후계자로 내정하려 했으나, 귀족들의 반대로 거부당했다. 조카 아르눌프는 귀족들을 규합해 카를의 퇴위를 요구하였다. 887년 7월부터 베렝가리오 1세가 이탈리아에서 카를을 만나려 했다. 당시 이탈리아 북부에서 지지를 얻언 베렝가리오는 이탈리아의 군주 자리를 원했다.
887년 11월, 결국 동프랑크의 동부에서 왕을 자처한 아르눌프의 군사가 아헨에 입성, 11월 11일에 카를은 프랑크푸르트에서 아르눌프에 의해 개최된 제국회의에서 폐위되고 말았다.
887년 11월 17일, 퇴위를 종용당한 카를은 알레만니아로 은퇴하였다. 그는 아르눌프에게 노이딩겐에서 살 수 있는 몇 채의 집을 요구했다. 그의 몰락은 샤를마뉴가 이룩한 제국의 몰락을 의미했다. 그가 죽자 알레만니아 공, 바이에른 공 작위와 동프랑크 왕국의 왕위, 이탈리아 왕위, 로트링겐의 왕위, 신성 로마 제국 제위는 아르눌프에게, 서프랑크 왕국의 왕위는 외드에게 넘어간다. 그리고 서프랑크는 아키텐 공국과 서프랑크 본국으로 분리된다.
만년의 카를은 뇌졸중과 간질 등의 병마와 빈곤으로 고통받았다. 888년 1월에 이름뿐인 황제직에서도 물러나 알레만니아 노이딩겐(Neudingen)으로 가 병석에 누웠고, 곧 병마와 빈곤으로 고생하다가 1월 13일에 사망하였다. 그는 어려서부터 간질로 오랫동안 고생하였다. 일설에는 노이딩겐에서 그를 수행하던 그의 종이 갑자기 그를 목졸라 죽였다고도 한다.

### 사후
시신은 라이체노이의 콘스탄스 호수 내에 있는 라이첸나우 섬(Reichenau)의 성 마리아와 마르코 수도원(Abteikirche St. Maria und Markus)에 안치되었으며 평지로 된 석관에는 KAROLVS III IMPERATOR라 새겨져 있다.
황후 슈바벤의 리첼다는 880년 자신의 고향인 자신의 고향인 안드라우에 안드라우 수녀원을 세우고 원장이 되었다. 그밖에 취리히의 자킹겐에도 수녀원을 건립하였다. 슈바벤의 리첼다 황후는 카를의 사후 리첼다는 자신이 세운 안드라우 수녀원에서 원장으로 있다가 894년 또는 896년 9월 18일에 사망했다.
체구가 컸던 카를은 사후 뚱보왕이라는 별칭으로 불리게 되었다. 그의 퇴위와 죽음을 기점으로 프랑크 왕국은 최종적으로 붕괴되었다.

## 가계

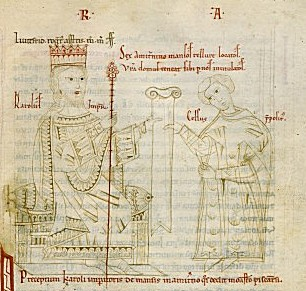
카를 3세와 카슈아리아의 셀시우스

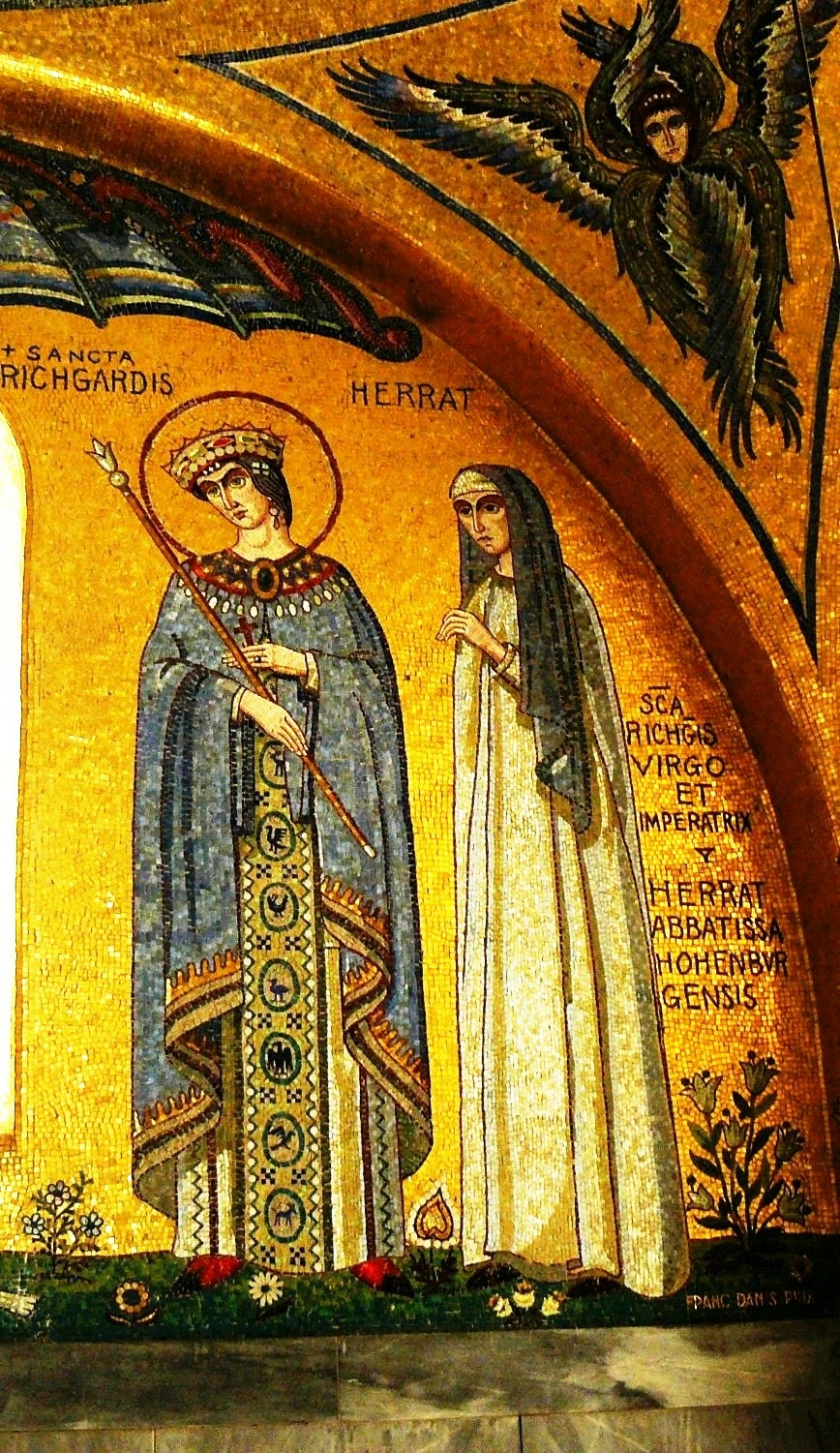
황후 슈바벤의 리첼다

두 명의 아들을 두었지만 후궁에게서 얻은 서자들이었다.
- 조부 : 경건왕 루트비히
- 조모 : 히스파니아의 에르망가르트
- 부왕 : 독일왕 루트비히, 루트비히 2세 : 동프랑크의 왕(843~876), 바이에른의 왕(817~875)
- 모후 : 엠마 드 바이에른(802~876)
  - 형 : 바이에른의 카를만(828~880) : 바이에른의 공작(876~880), 이탈리아의 왕(877~880)
    - 조카 : 케른텐의 아르눌프(850~899)

  - 형 : 프랑크의 루트비히 3세,소 루트비히(830~882) : 동프랑크의 왕, 작센의 왕(876~882)과 바이에른의 왕(880~882)
  - 누나 : 힐데가르트(Hildegard)
  - 여동생 : 이르멘가르트(Irmangard), 소 루트비히 2세, 이탈리아의 루트비히2세 신성로마황제와 결혼
  - 여동생 : 기셀라(Gisela of Franks), 슈바벤의 베르크톨드(Berchtold), 베르톨(Berthold, 841~912?)와 결혼
  - 여동생 : 베르타(Bertha)
- 왕후 : 슈바벤의 리첼다(Richardis, 840년경~909)
- 후궁 : 미상
  - 아들 : 알레만의 베른하르트(Bernhard, 860년경 ~ 891년)
  - 아들 : 알레만의 카를만(Karlmann de Alemanni, ? ~ 876년 사망)

## 통일 과정
880년 맏형인 바이에른과 이탈리아의 카를만에게 후계자로 지목된 이후, 882년 둘째 형 소 루트비히는 아들이 없이 사망했고, 서프랑크를 다스리던 조카 샤를로망 역시 후계자 없이 미성년자로 사망함으로써 그는 쉽게 프랑크 왕국의 전 영토를 무리없이 상속받을 수 있었다.

## 같이 보기
- 바이킹
- 리베몽 조약
- 아르눌프
- 독일왕 루트비히
- 알레만의 베른하르트
- 츠벤티볼트

## 참고 자료
- MacLean, Simon. Kingship and Politics in the Late Ninth Century: Charles the Fat and the end of the Carolingian Empire. Cambridge University Press: 2003.
- Leyser, Karl. Communications and Power in Medieval Europe: The Carolingian and Ottonian Centuries. London, 1994.
- Reuter, Timothy. Germany in the Early Middle Ages, c. 800–1056. Longman, 1991.
- Reuter, Timothy (trans.) The Annals of Fulda. (Manchester Medieval series, Ninth-Century Histories, Volume II.) Manchester: Manchester University Press, 1992.
- Duckett, Eleanor. Death and Life in the Tenth Century. University of Michigan Press, 1968.
- Smith, Julia M. H. Province and Empire: Brittany and the Carolingians. Cambridge University Press: 1992.
- Annales Fuldenses translated by Timothy Reuter, with commentary (subscription needed)., medievalsources.co.uk

| 전임 로타르 1세 | 프랑크 왕국의 국왕 (총괄) 884년 - 888년 1월 | 후임 (왕국 붕괴) |

| 전임 독일왕 루트비히 | 알레만니아 공 865년 - 888년 | 후임 베른하르트 동프랑크로 편입(사실상 아르눌프) |

| 전임 독일왕 루트비히 | 알레만니아의 국왕 876년 - 888년 | 후임 동프랑크로 편입(사실상 아르눌프) |

| 전임 소 루트비히 | 슈바벤의 국왕 880년 - 888년 | 후임 알레만니아,작센,바이에른과 통합,부르고뉴 왕국 분리(사실상 아르눌프임)(부르고뉴 왕국은 루돌프 1세) |

| 전임 소 루트비히 | 작센의 군주(작센 공국은 아님) 882년 - 888년 | 후임 동프랑크로 편입(사실상 아르눌프) |

| 전임 카를로만 3세 | 바이에른 공 880년 - 882년 | 후임 아르눌프 |

| 전임 소 루트비히 | 로타링기아의 국왕 882년 - 888년 | 후임 아르눌프 |

| 전임 대머리왕 카를 카를만(비정통) | 신성 로마 제국의 황제 881년 - 888년 | 후임 귀도 1세 |

| 전임 카를만 | 이탈리아의 국왕 880년 - 888년 | 후임 아르눌프 |

| 전임 샤를로망 | 서프랑크의 국왕 884년 - 888년 1월 | 후임 외드 (아키텐은 루돌프 2세) |

| 전임 보소 | 부르군드의 국왕 887년 1월 - 888년 1월 | 후임 루돌프 1세 |

| 전임 보소 | 프로방스의 국왕 887년 1월 - 888년 1월 | 후임 루트비히 3세 맹인왕 |